# Красногрудый горихвостковый певун
Красногрудый горихвостковый певун (лат. Myioborus pictus) — вид птиц семейства древесницевых (Parulidae). Выделяют два подвида. Распространены в южной части Северной Америки и в Центральной Америке.

## Таксономия
Вид впервые описал английский орнитолог  Уильям Свенсон (лат.  Swainson 1789—1855) в 1829 году под биноменом Setophaga pictus. Некоторые учёные относили данный вид к роду Muscicapa. На основании филогенетических исследований перенесён в род  Myioborus.

## Описание
Красногрудый горихвостковый певун является самым крупным представителем рода Myioborus; длина тела достигает 13—15 см, масса тела составляет 5,9—9,6, длина крыла 66—75 мм и длина клюва 8—9 мм. Половой диморфизм не выражен, хотя самцы в среднем немного крупнее самок. Взрослые особи в основном чёрного цвета, с ярко-красной нижней частью груди и брюха, большим белым пятном на крыльях, белыми наружными перьями хвоста и белым полумесяцем под глазом. Клюв и ноги черноватые. У молоди отсутствуют красное брюхо и глянцево-чёрный цвет оперения. В целом ювенильные особи коричневато-серые, с более светлым брюхом и кроющими перьями подхвостья, а пятно на крыльях имеет бледно-кремовый или охристый оттенок.
Красногрудый горихвостковый певун необычен тем, что самка поёт так же хорошо, как и самец, и во время весеннего ухаживания они часто сближаются и поют вместе.

## Места обитания и биология
Обитают в открытых дубовых лесах и каньонах. Встречаются на высоте от 2000 до 3100 метров над уровнем моря. Питаются насекомыми. 
Сезон размножения продолжается с апреля по июнь. Гнёзда располагаются на земле среди камней, корней или пучков травы. Неглубокое гнездо сооружается самкой из полосок коры, растительных волокон, листьев и травы. В кладке 3—7 (обычно 4) яиц белого или кремового цвета с мелкими коричневыми и красноватыми пятнами. Инкубация длится около 14 дней. Птенцы оперяются через 9—13 дней.

## Подвиды и распространение
Выделяют два подвида:
- M. p. pictus (Swainson, 1829) — от Аризоны и Нью-Мексико на юге Соединенных Штатов до Оахаки и Веракруса в Мексике. Птицы, обитающие в северной части ареала, как правило, мигрируют на зиму в южные части ареала.
- M. p. guatemalae (Sharpe, 1885) — от Чьяпаса на юге Мексики до севера Никарагуа. Осёдлый подвид.